# Llista de comtes d'Empúries

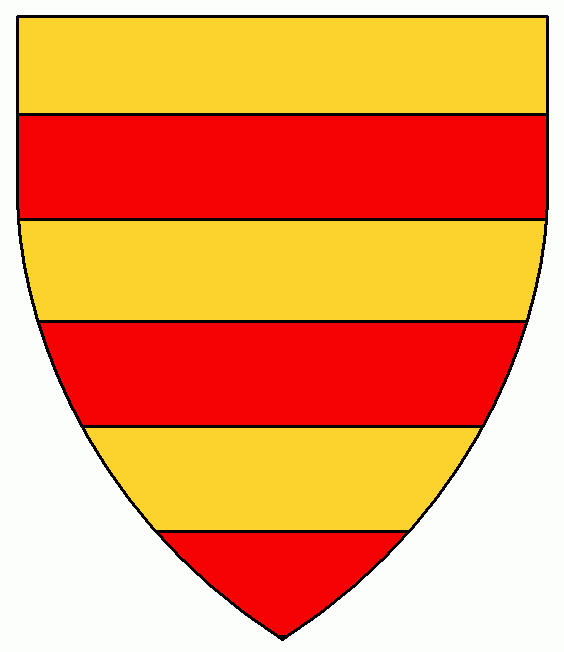
Escut d'armes dels comtes d'Empúries: faixat de sis peces, or i gules

Aquesta llista de comtes d'Empúries inclou una relació cronològica dels titulars del comtat d'Empúries, des de la seva creació el 798, amb les dates en què van posseir aquest títol.

## Comtes nomenats pels reis francs
| Núm. | Titular               | Període     | Nota                                                  |
| ---- | --------------------- | ----------- | ----------------------------------------------------- |
| I    | Ermenguer             | c.813-c.817 | Primer comte documentat                               |
| II   | Gaucelm               | c.817-832   | Comte de Rosselló                                     |
| III  | Berenguer de Tolosa   | 832-834     | Comte de Barcelona                                    |
| IV   | Sunyer I              | 834-843/848 | Comte de Rosselló                                     |
| -    | Alaric I              | 843-844     | Autoproclamat comte d'Empúries, contrincant de Sunyer |
| V    | Guillem de Septimània | 848-850     | Intrús; comte de Barcelona                            |
| VI   | Aleran i Isembard     | 850-852     | Comte de Rosselló                                     |
| VII  | Odalric               | 852-858     | Comte de Barcelona                                    |
| VIII | Unifred de Gòtia      | 858-862     | Comte de Barcelona                                    |

## Casal d'Empúries-Rosselló
| Núm. | Titular   | Període | Nota                                |
| ---- | --------- | ------- | ----------------------------------- |
| IX   | Sunyer II | 862-915 | Probable fill de Sunyer I           |
| IX   | Delà      | 862-894 | Govern conjunt, germà de l'anterior |
| X    | Benció    | 915-916 | Fill de Sunyer II                   |
| X    | Gausbert  | 915-931 | Govern conjunt, germà de l'anterior |
| XI   | Gausfred  | 931-991 | Fill de l'anterior                  |

## Dinastia privativa d'Empúries
| Núm.  | Titular  | Període   | Nota                                   |
| ----- | -------- | --------- | -------------------------------------- |
| XII   | Hug I    | 991-1040  | Fill de l'anterior                     |
| XIII  | Ponç I   | 1040-1078 | Fill de l'anterior                     |
| XIV   | Hug II   | 1078-1116 | Fill de l'anterior                     |
| XV    | Ponç II  | 1116-1154 | Fill de l'anterior                     |
| XVI   | Hug III  | 1154-1173 | Fill de l'anterior                     |
| XVII  | Ponç III | 1173-1200 | Fill de l'anterior                     |
| XVIII | Hug IV   | 1200-1230 | Fill de l'anterior                     |
| XIX   | Ponç IV  | 1230-1269 | Fill de l'anterior                     |
| XX    | Hug V    | 1269-1277 | Fill de l'anterior                     |
| XXI   | Ponç V   | 1277-1313 | Fill de l'anterior                     |
| XXII  | Ponç VI  | 1313-1322 | Fill de l'anterior                     |
| XXIII | Hug VI   | 1322-1325 | Besnet de Ponç IV, vescomte de Cardona |

## Casal d'Aragó

Escut d'armes dels comtes d'Empúries del casal d'Aragó

El comtat passà al casal d'Aragó a través d'una permuta d'Hug VI.
| Núm.   | Titular                           | Període   | Nota                                   |
| ------ | --------------------------------- | --------- | -------------------------------------- |
| XXIV   | Pere d'Aragó i d'Anjou            | 1325-1341 | Comte de Prades; fill de Jaume el Just |
| XXV    | Ramon Berenguer d'Aragó i d'Anjou | 1341-1364 | Germà de l'anterior                    |
| XXVI   | Joan d'Aragó i de Tàrent          | 1364-1398 | Fill de l'anterior                     |
| XXVII  | Joan d'Aragó i d'Aragó            | 1398-1401 | Fill de l'anterior                     |
| XXVIII | Pere d'Aragó i d'Aragó            | 1401-1402 | Germà de l'anterior                    |
| XXIX   | Martí l'Humà i Maria de Luna      | 1402-1410 | Oncles de l'anterior                   |

## Casal d'AragódelsTrastàmara
Amb la mort sense descendència de Martí l'Humà, la corona, i amb elles les seves terres i títols -entre ells el d'Empúries- va passar a la dinastia dels Trastàmara.
| Núm.    | Titular                                                    | Període        | Nota                                                 |
| ------- | ---------------------------------------------------------- | -------------- | ---------------------------------------------------- |
| XXIX    | Ferran d'Antequera                                         | 1412-1416      | Successor de Martí l'Humà                            |
| XXX     | Alfons el Magnànim                                         | 1416-1436      | Fill de l'anterior                                   |
| XXXI    | Enric d'Aragó i d'Alburquerque                             | 1436-1445      | Germà de l'anterior                                  |
| XXXII   | Enric d'Aragó i de Pimentel                                | 1445-1458      | Fill de l'anterior                                   |
| XXXIII  | Alfons d'Aragó i de Portugal                               | 1458-1522      | Fill de l'anterior; duc consort de Cardona           |
| XXXIV   | Francesc d'Aragó i Folc de Cardona                         | 1522-1563      | Fill de l'anterior                                   |
| XXXV    | Joana d'Aragó i Folc de Cardona                            | 1572-1598      | Germana de l'anterior                                |
| XXXVI   | Enric d'Aragó-Cardona-Córdoba i Enríquez de Cabrera        | 1598-1608      | Net de l'anterior                                    |
| XXXVII  | Lluís Ramon d'Aragó-Cardona-Córdoba i Fernández de Córdoba | 1608-1632/1670 | Fill de l'anterior                                   |
| XXXVIII | Enric d'Aragó-Cardona-Córdoba i de Sandoval-Rojas          | 1632-1640      | Fill de l'anterior                                   |
| XXXIX   | Joaquim d'Aragó-Cardona-Córdoba i de Benavides             | 1670           | Germà de l'anterior                                  |
| XL      | Pere Antoni d'Aragó-Cardona-Córdoba i Fernández de Córdoba | 1670-1676      | Oncle de l'anterior                                  |
| XLI     | Caterina d'Aragó-Cardona-Córdoba i de Sandoval-Rojas       | 1676-1697      | Neboda de l'anterior; duquessa consort de Medinaceli |

## Casa de Medinaceli

Escut d'armes dels ducs de Medinaceli

Amb el casament de Caterina amb Juan Francisco de la Cerda, el comtat passà als ducs de Medinaceli.
Nissaga de la Cerda
| Núm. | Titular                                | Període   | Nota                                     |
| ---- | -------------------------------------- | --------- | ---------------------------------------- |
| XLII | Luis Francisco de la Cerda y de Aragón | 1697-1711 | Fill de l'anterior; IX Duc de Medinaceli |

Nissaga dels Fernández de Córdoba
| Núm.   | Titular                                                         | Període   | Nota                      |
| ------ | --------------------------------------------------------------- | --------- | ------------------------- |
| XLIII  | Nicolás Fernández de Córdoba y de la Cerda                      | 1711-1739 | Nebot de l'anterior       |
| XLIV   | Luis Antonio Fernández de Córdoba y Spínola                     | 1739-1768 | Fill de l'anterior        |
| XLV    | Pedro de Alcántara Fernández de Córdoba y Moncada               | 1768-1789 | Fill de l'anterior        |
| XLVI   | Luis María Fernández de Córdoba y Gonzaga                       | 1789-1806 | Fill de l'anterior        |
| XLVII  | Luis Joaquín Fernández de Córdoba y Benavides                   | 1806-1840 | Fill de l'anterior        |
| XLVIII | Luis Tomás Fernández de Córdoba y Ponce de León                 | 1840-1873 | Fill de l'anterior        |
| XLIX   | Luis María Fernández de Córdoba y Pérez de Barradas             | 1873-1879 | Fill de l'anterior        |
| L      | Luis Jesús Fernández de Córdoba y Salabert                      | 1880-1956 | Fill pòstum de l'anterior |
| LI     | Victoria Eugenia Fernández de Córdoba y Fernández de Henestrosa | 1956-1987 | Filla de l'anterior       |

Nissaga dels Medina
| Núm. | Titular                                             | Període     | Nota                                 |
| ---- | --------------------------------------------------- | ----------- | ------------------------------------ |
| LII  | Ignacio de Medina y Fernández de Córdoba            | 1987-2006   | Fill de l'anterior; XX Duc de Sogorb |
| LIII | Sol María de la Blanca de Medina y Orleáns-Braganza | Des de 2006 | Filla de l'anterior                  |